# Точное земледелие

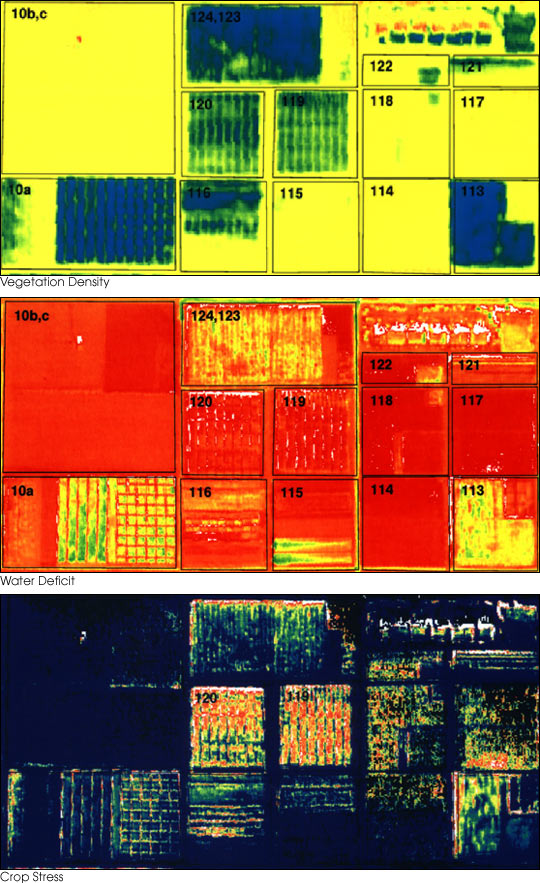
В условных цветах (на англ.) показана карта дифференцированного внесения для точного земледелия, полученная с помощью данных дистанционного зондирования Земли. Источник: Обсерватория Земли НАСА (на англ.)

Точное земледелие — комплексная высокотехнологичная система сельскохозяйственного менеджмента, включающая в себя технологии глобального позиционирования (GPS), географические информационные системы (GIS), технологии оценки урожайности (Yield Monitor Technologies), технологию переменного нормирования (Variable Rate Technology),  технологии дистанционного зондирования земли (ДЗЗ) и решения технологии "интернет вещей" (IoT).

## Точное (координатное) земледелие
В основе научной концепции точного (координатного) земледелия лежат представления о существовании неоднородностей в пределах одного поля. Для оценки и детектирования этих неоднородностей используются новейшие технологии, такие как системы глобального позиционирования (GPS, ГЛОНАСС, Galileo), специальные датчики, аэрофотоснимки и снимки со спутников, а также специальные программы для агроменеджмента на базе геоинформационных систем (ГИС). Также в последнее время для решения этих задач все более активно стали использоваться технологии искусственного интеллекта. Собранные данные используются для планирования высева, расчёта норм внесения удобрений и средств защиты растений (СЗР), более точного предсказания урожайности и финансового планирования. Данная концепция требует обязательно принимать во внимание локальные особенности почвы/климатические условия. В отдельных случаях это может позволить легче установить локальные причины болезней или уплотнений.
На среднем западе США точное (координатное) земледелие ассоциируется не с концепцией устойчивого земледелия (статья об «устойчивом земледелии» на английском), но с мейнстримом в агробизнесе, который стремится максимизировать прибыль, производя затраты только на удобрение тех участков поля, где удобрения действительно необходимы. Следуя этим идеям агропроизводители применяют технологии переменного или дифференцированного внесения удобрений на тех участках поля, которые идентифицированы с помощью GPS-приёмников[уточнить] и где потребность в определённой норме удобрений выявлена агротехнологом при помощи карт агрохимобследования и урожайности. Поэтому в некоторых участках поля норма внесения или опрыскивания становится меньше средней, происходит перераспределение удобрений в пользу участков, где норма должна быть выше, и, тем самым, оптимизируется внесение удобрений.
Точное (координатное) земледелие может применяться для улучшения состояния полей и агроменеджмента, по нескольким направлениям:
- агрономическое: с учётом реальных потребностей культуры в удобрениях совершенствуется агропроизводство
- техническое: совершеннее тайм-менеджмент на уровне хозяйства (в том числе, улучшается планирование сельскохозяйственных операций)
- экологическое: сокращается негативное воздействие сельхозпроизводства на окружающую среду (более точная оценка потребностей культуры в азотных удобрениях приводит к ограничению применения и разбрасывания азотных удобрений)
- экономическое: рост производительности и/или сокращение затрат повышают эффективность агробизнеса (в том числе, сокращаются затраты на внесение азотных удобрений)

Электронная запись и хранение истории полевых работ и урожаев может помочь как при последующем принятии решений, так и при составлении специальной отчётности о производственном цикле, которая всё чаще требуется законодательством развитых стран.

## Этапы и технологии
Точное (координатное) земледелие можно подразделить на четыре этапа, которым соответствуют технологии, позволяющие выявить неоднородности в пределах поля.

## Координатная привязка данных
Координатная привязка поля, иначе говоря, электронная карта даёт возможность агроменеджеру сохранить результаты анализа почвы в виде слоя электронной карты. Также могут быть и другие слои: предшествующие культуры, удельное сопротивление почвы, кислотность, грансостав и иные.
Существует два способа изготовления электронных карт:
- оцифровка контуров методом объезда полей с GPS-приемником на автомобиле или тракторе;
- выделение и оцифровка границ полей по растровым аэрофотоснимкам либо космическим снимкам (данным дистанционного зондирования Земли из космоса). При этом растровый снимок, который подвергается векторизации, должен быть правильно откорректирован и обладать приемлемым разрешением, в противном случае качество векторизации или оцифровки полей по снимку будет неудовлетворительным.

## Описание неоднородностей
Неоднородности внутри поля и от поля к полю зависят от ряда факторов: погодных явлений и климата (дождь, засуха и т. п.), характеристик почвы (грансостав, мощность гумусового слоя, обеспеченность азотом…), способов обработки почвы (нулевая обработка, минимальная обработка), а также засорённости полей и заселённости их болезнями и патогенами. Показатели-константы, главным образом, относящиеся к характеристикам почвы, дают информацию о базовых экологических постоянных. Точечные показатели позволяют отслеживать состояние культуры и биомассы, например, понять, насколько та или иная болезнь влияет на развитие культуры и урожайность, страдает ли культура от недостатка воды, нехватки азота в почве, либо от поражённости какой-либо болезнью, повреждена ли она заморозками и тому подобное. Эта информация может поступать с метеостанций, а также из других источников (сенсоров электропроводности почвы, космических снимков, экспертная оценка агронома и т. д.). Измерение электропроводности почвы, совмещённое с анализом механического и химического состава почвы, позволяет создать точную карту агроэкологических условий.

## Принятие решений — две стратегии учёта неоднородностей
Используя карты агрофизико-химических показателей почвы агроменеджер может реализовать две стратегии для оптимизации затрат:
- основываясь на анализе статических индикаторов (почвенных показателей, электропроводности, истории полей и т. д.) в течение фазы развития культуры спрогнозировать затраты (прогностический подход);
- контролирующий подход, когда информация от статических индикаторов регулярно обновляется в течение фазы развития культуры в результате:
  - отбора образцов: взвешивания биомассы, измерения содержания хлорофилла в листьях, взвешивания плодов, и т. д.;
  - дистанционного определения параметров: температуры (воздуха/почвы), влажности (воздуха/почвы/листвы), скорости и направления ветра, диаметра стеблей;
  - контактного детектирования: возимые сенсоры биомассы; потребуется объезд полей по контурам;
  - аэро- или космосъёмки (дистанционного зондирования): обработка мульти-спектрального снимка для выделения биофизических параметров культуры.

На современном этапе принимаемые управленческие решения могут основываться на моделях, описывающих процесс их принятия (симуляторы фаз развития культур и модели рекомендуемых мероприятий для сохранения заданных параметров в каждой фазе), но конкретное решение агроменеджер принимает самостоятельно, исходя из поддержания баланса экономических и экологических целей.

## Практика работы с неоднородностями
Новые информационные и коммуникационные технологии позволяют легко и обоснованно управлять культурами на уровне поля. Принятие решений в сфере современного сельскохозяйственного производства требует специальной техники и машин, которые бы поддерживали технологии переменного внесения (VRT), например, переменного дозирования семян либо дифференцированного внесения удобрений и средств защиты растений (VRA).
Для внедрения точного земледелия необходимо следующее оборудование (установленное на тракторах, опрыскивателях, комбайнах и т. п.):
- система позиционирования (например, на основе двухсистемных навигационных спутниковых приемников GPS/GLONASS, которые с высокой точностью позволяют определить местоположение на земной поверхности);
- географическая информационная система (ГИС), то есть программное обеспечение, которое интегрирует все доступные данные в разных форматах, в слоях и из различных источников, включая данные с различных датчиков и экспертные оценки агронома;
- оборудование для переменного дозирования (интегрированное в сеялку, разбрасыватель, опрыскиватель).